# دنیس اونیل
دِنیس اونیل (به انگلیسی: Dennis O'Neil؛ ۳ مهٔ ۱۹۳۹ – ۱۱ ژوئن ۲۰۲۰) نویسنده و ویراستار کتاب‌های کمیک اهل ایالات متحده آمریکا بود.

## درگذشت
اونیل در ۱۱ ژوئن ۲۰۲۰، در سن ۸۱ سالگی بر اثر ایست قلبی در نیک، نیویورک درگذشت.